# Вілль-Марі
«Вілль-Марі» («Ville-Marie») — канадський драматичний кінофільм 2015 року, знятий режисером Гаєм Едуаном, з Монікою Беллуччі у головній ролі.

## Сюжет
Успішна французька актриса Софі Бернар прилітає до Монреалю на зйомки свого нового фільму, а також щоб налагодити стосунки з відчуженим 21-річним сином-гомосексуалом Томасом, який вивчає архітектуру в Канаді. Хлопець намагається добитися від матері зізнання, хто є його біологічним батьком, але перш ніж дізнатися правду, він потрапляє в автомобільну аварію і незабаром потрапляє в лікарню у районі Вілль-Марі. Там долі двох європейців тісно переплітаються з парамедиком П'єром Паскалем та Медсестрою Марі Сантер.

## У ролях
- Моніка Беллуччі — Софі Бернар
- Паскаль Бюсьєр — Марі Сантер
- Альоха Шнайдер — Томас
- Патрік Хівон — П'єр Паскаль
- Луї Шампань — Бенуа Трамбле
- Фредерік Жіль — Роберт М.
- Стефані Лаббе — Даніка Бедар
- Марі-Евелін Лессар — лікар Робіляр
- Сандрін Біссон — офіціантка у барі

## Знімальна група
- Режисер — Гай Едуан
- Сценарій — Гай Едуен, Жан-Сімон ДеРоше
- Продюсер — Феліз Фрапп'є
- Оператор — Серж Дерозьє
- Монтаж — Іванн Тібодо
- Музика — Олів'є Аларі, Йоганнес Мальфатті